# Pouteria oxyedra
Pouteria oxyedra là một loài thực vật có hoa trong họ Hồng xiêm. Loài này được (Miq.) Baehni miêu tả khoa học đầu tiên năm 1942.